# Francesco Milizia
Francesco Milizia (* 15. November 1725 in Oria; † 7. März 1798 in Rom) war ein italienischer Architekt und Theoretiker des Klassizismus.
Milizia studierte in Padua, Rom und Neapel. Nach einem Aufenthalt in Frankreich kam er 1761 zurück nach Rom und geriet in den Umkreis des spanischen Gesandten und Kunstmäzens José Nicolás de Azara. In diesem Zusammenhang wurde er zu einem nicht näher bekannten Zeitpunkt von König Ferdinand IV. von Neapel zum Superintendent über die Besitzungen der Farnese im Kirchenstaat bestellt. Von diesen Eindrücken geprägt, beschäftigte er sich mit dem Studium der Architekturgeschichte und begann sein architekturtheoretisches Werk. nach den Architektenviten von 1768 veröffentlichte er 1781 sein zweites Hauptwerk, die Grundsätze der bürgerlichen Baukunst. Ein Jahr später zog er sich vom Amt des Superintendenten zurück, um sich ganz dem Schreiben zu widmen, und brachte 1787 sein Lexikon der schönen Künste heraus, ein wohl von den französischen Enzyklopädisten beeinflussten Werk.

## Werke
- Le vite de' più celebri architetti d'ogni nazione e d'ogni tempo precedute da un saggio sopra l'architettura. Rom: Stamparia di Paolo Giunchi Komarek; a spese di Venanzio Monaldini libraro   1768 (dt.: Lebensbeschreibungen der berühmtesten Architekten aller Nationen und Zeiten)
- Memorie di architetti antichi e moderni (dt.: Erinnerungen an antike und moderne Architekten)
- Principj di architettura civile. 3 Bände. Bassano: A spese Remondini di Venezia, 1781
(dt.: Grundsätze der bürgerlichen Baukunst in drey Theilen: aus dem Italiänischen. Leipzig: Schwickert 1784–1786)
- Dell'arte di vedere nelle belle arti del disegno secondo i principii di Sulzer e di Mengs. Venezia: Presso G. Pasquali, 1781
- Roma delle belle arti del disegno. Parte prima. Dell'architettura civile. Bassano: [G. Remondini], 1787
- Dizionario delle belle arti del disegno, estratto in gran parte dalla Enciclopedia metodica. 2 Bände. Bassano, 1797. (dt.: Lexikon der schönen zeichnerischen Künste)